# قره‌یتاق

## موقعیت طبیعی
این روستا یکی از زیباترین منطقه گردشگری ایران است. روستای قره یتاق در شمال غربی کشور ایران، غرب دریای خزر، شمال شرقی آذربایجان، شمال استان اردبیل و جنوب شرقی شهر گرمی مغان، در دهستان اجارود شرقی از بخش مرکزی شهرستان مغان، بین ۴۸ درجه و۸ دقیقه طول شرقی از نصف النهار مبدأ و۳۹ درجه و۱دقیقه عرض شمالی از خط استوا واقع شده است. 
این روستا از سمت شمال به اراضی روستاهای، شلوه و درمانلو از سمت شرق به اراضی روستاهای شلوه، مهره و از سمت جنوب به اراضی روستای الیله لسر و از سمت غرب به اراضی روستای شاوئن متصل است. ارتفاع متوسط آن از سطح دریاهای آزاد حدود ۱۵۰۰(هزار) متر است. فاصله آن هم با شهر گرمی (مغان) حدود ۱۲کیلومتر و با اردبیل صد و ۲۰ کیلومتر می‌باشد. روستا از ۲۲ خانوار تشکیل یافته و جمعیت آن حدود ۲۰۰ نفر می‌باشد.
این روستا طبیعتی بگر و زیبا دارد که هر چهار فصل را با تمام زیبایهایش در خود نمایان می‌سازد کوهای سر به فلک کشیده و جنگل‌های پراکنده اش در سمت جنوبی قرار گرفته‌اند که از آن جمله می‌توان به کوه سلمان داخی اشاره کرد. در دامنه قارا داغ چشمه آب معدنی قرار گرفته که از همه جای شهرستان برای استفاده از آن به این مکان می‌ایند و آب آن تأثیر سریعی در دفع سنگ کلیه و سایر امراض دارد.
دهخدا در توصیف این روستا می‌نویسد :قره یاتاق . [قَ رَ] (اِخ) دهی جزء دهستان اجارود بخش گرمی شهرستان اردبیل واقعدر ۲۴ هزارگزی شمال گرمی و ۶ هزارگزی شوسهٔ اردبیل به گرمی. موقع جغرافیایی آن جلگه و گرمسیر است. سکنهٔ آن ۸۹ تن. آب آن از چشمه و رودخانهٔ بالهارود و محصول آن غلات و حبوبات. شغل اهالی زراعت و گله داری است. راه مالرو دارد. (از فرهنگ جغرافیایی ایران ج 4)

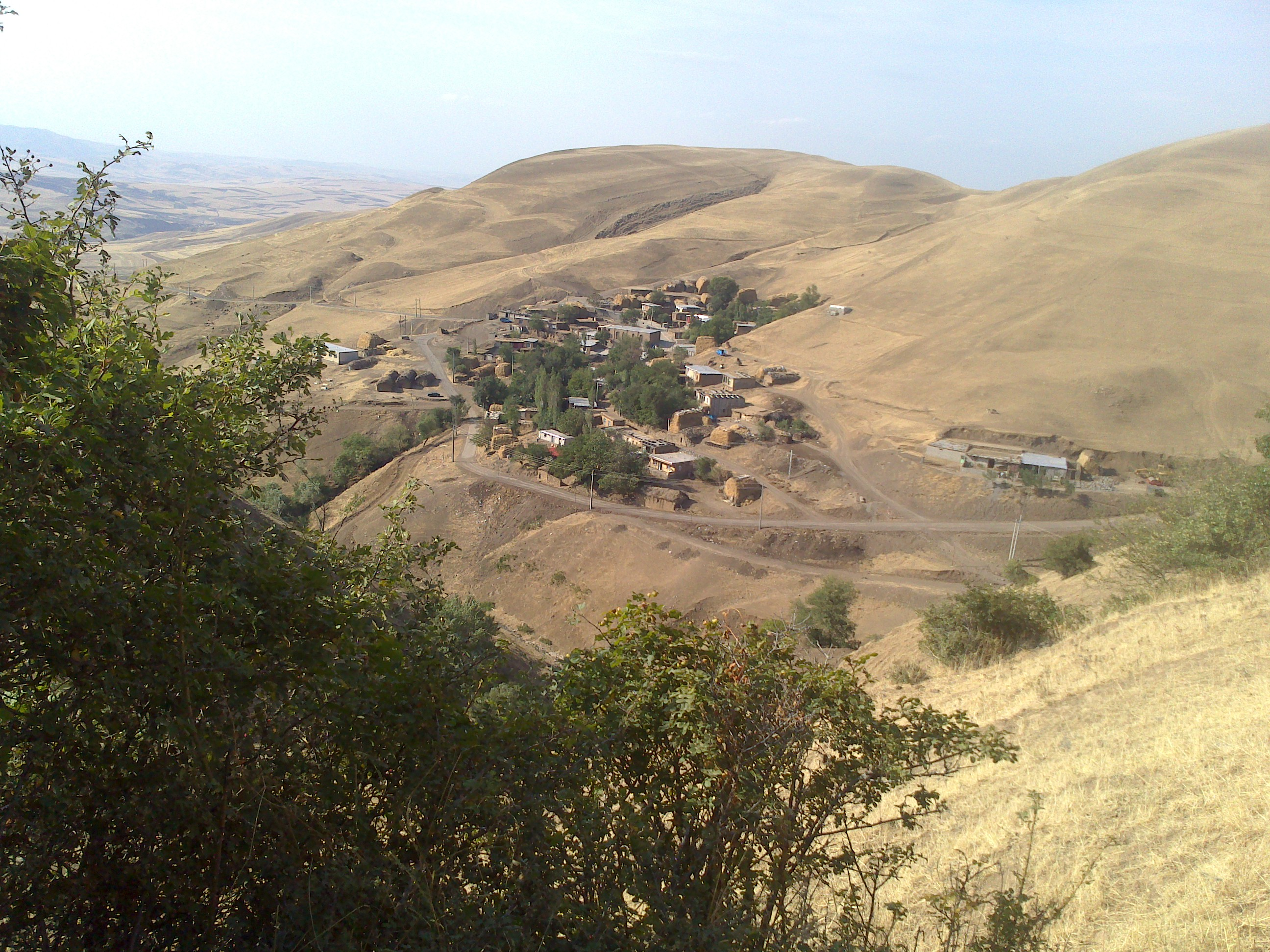
روستای قره یتاق تابستان۹۴

## تاریخی
روستای قریتاق یکی از ابادی‌های منطقه موران است و تاریخ آن با تاریخ موران گره خورده است در مورد وجه تسمیه کلمه " موران " باید گفت، این کلمه واژه ترکی قدیم و به معنای رودخانه می‌باشد. حمداله مستوفی مورخ قرن هشتم هجری در کتاب نزهه القلوب می‌نویسد :" آب سفید رود [را] ترکان هولان موران خوانند از جبال پنج انگشت که ترکان بش پرماق خوانند بولایت کردستان برمی‌خیزد "[۲] لیسترنج هولان یا اولان را " قرمز " و " موران " را رود معنی می‌کند که ترکان به سفید رود " هولان موران " یعنی رود قرمز می‌گفتند، چرا که رنگ آب این رودخانه در آذربایجان به رنگ قرمز گرایش دارد. امروزه هم به این رود در منطقه آذربایجان " قیزل اؤزن " یعنی رود قرمز می‌گویند. به نظر می‌رسد به علت بارانی بودن منطقه موران که سبب جاری شدن رودهای نسبتاً زیادی در منطقه شده است و به همین علت هم در قسمت جنوبی این منطقه، بخصوص در آنسوی مرز جنگل نسبتاً انبوهی پدید آمده، علت نامیده شدن این منطقه به " موران " (Moran) باشد.
سکونت در این نقطه قدمتی طولانی دارد که در تاریخ مدون کمتر به آن پرداخته شده است. آثار تاریخی موجود در روستای قره یتاق به ویژه تپه‌های غیرطبیعی، سفالها و سکه به دست آمده در حفاریهای منطقه خرس آباد و کاروانی، قدمت سکونت در این منطقه را به دوره غار نشینی می‌رساند و وجود غار طبیعی کول و اشیائ ساخته شده توسط انسان در آن تردیدی بر این ادعا باقی نمی‌گذارد.
اما در خصوص وجه تسمیه روستایی قره یتاق باید گفت نام اصلی این روستا در واقع قاریاتاق است که به معنای بستر برف می‌باشد چه این که زمستان‌های سرد و طولانی دره‌ها و کوه‌های آن را مملو از برف می‌نمود به گونه‌ای که تا اواخر بهار در لاله زار‌ها ان برف باقی می‌ماند. به همین دلیل آن را قاریاتاق نام نهاداند.
شکل‌گیری اولیه روستا در منطقه خرس آباد بوده که مردمان آن زمان برای در امان ماندن از غارت خان‌ها روستا را در آنجا بنا نهادند. اما بعدها به سمت فعلی روستا کوچ کردند. البته نباید تاریخ این روستا را به این شکل‌گیری نسبت داد زیرا اشیاء به دست آمده و قبرهای موجود به هیچ وجه با عقاید و رسوم اقوام ساکن در آن زمان تطابق ندارد بلکه منطقه خرس آباد محل زندگی انسان‌ها در زمان بسیار قدیم بوده است.

## فرهنگی و اجتماعی

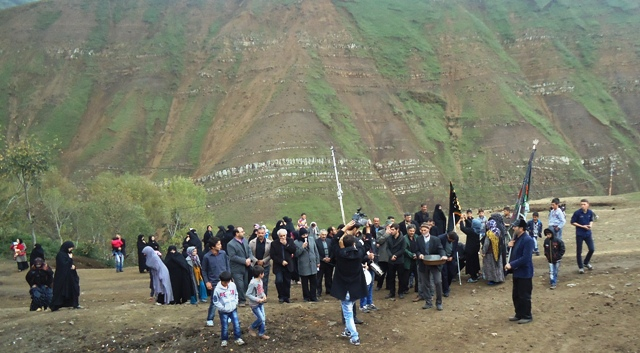
همه ساله در ایام محرم مراسن تشت گذاری باشکوهی از سوی مردم روستا برگزار می‌شود و این عکس نمونه از جنین مراسمی در سال ۹۲ می‌باشد

### آموزش
دانش دوستی و علاقه به ادبیات از صفات بارز ساکنین این منطقه است که قدمتی دیرین در موران محل موبدان مغان دارد. در زمانی که مدرسه به شیوه کنونی نبود بعضی از فرندان روستا تحصیلات علوم دینی را در روستایی مجاور پرمهر شروع کردند میرزا محمود ناصری از حمله این افراد بود که با پیمودن کلیومترها راه در برف بوران به تحصیلات دیتی در روستاهای مجاور پرداختند و اکنون از نویسندگان و صاحب نظران فقهی حوزه علمیه است و کتاب داستان‌هایی بحارالانوار در پانزده جلد از جمله آثار تألیفی ایشان است که به چندین زبان ترجمه شده است و میرقسمت موسوی اصل نیز از جمله پیشگامان تحصیل در این روستا بوده است.میرقسمت موسوی‌اصل نمایندهٔ دورهٔ نهم مجلس شورای اسلامی و عضو کمیسیون آموزش و تحقیقات مجلس شورای اسلامی از حوزهٔ انتخابیهٔ گرمی در استان اردبیل است.
با شروع آموزش مدرن در مدارس. در این روستا معلمانی از جاه‌های مختلف برای تدریس به روستا آمدند و خانه یکی از روستایان به مدرسه تبدیل می‌شد و کودکان و بزگ سالان در آن به تحصیل مشغول شدند
این روستا زادگاه دانش اموختگانی در عرصه علم و فرهنگ و مدیریت است که در سخت‌ترین شرایط دست از تلاش برنداشته‌اند از ان جمله می‌توان به اشخاص ذیل اشارت نمود:
۱. محمود ناصری مجتهد و فقیهی که سعی بلیغ در تربییت عالمان دینی و ترویج اندیشه ناب محمدی دارد از جمله آثار ایشان می‌توان به داستان‌های بحار الانوار در پانزده جلذ اشاره کرد که به جندین زبان ترجمه شده است.
۲. میر قست موسوی اصل (تیموری) که سال‌ها امام جماعت شهرستان‌های مختلف استان را برعهده داشته‌اند و دو دوره نماینده مردم شریف گرمی در مجلس شورای اسلامی بوده‌اند و در پست‌های مهم کشوری انجام وظیفه نمودند هم‌اکنون نماینده مردم شریف گرمی در مجلس شورای اسلامی، حفظ‌الله.[۴]
۳. دکتر داود سیفی قره یتاق، استاد دانشگاه ملی، مؤلف، وکیل دادگستری،
۴. امیر ناصری دبیر ومدیر مدارس، مدیر وبلاگ قره یتاق
۵. علی محمد سیفی قره یتاق فرهنگی
۶. رستم ناصری کارشناس ارشد روان‌شناسی بالینی، رئیس سابق اداره زندان گرمی. ریس اداره زندان خلخال
۷. نادر ناصری کارشناس ارشد ادبیات و کارمند شرکت واحد تهران. ۸.
حکیم تیموری معاون سابق آموزش پرورش شهرستان. ۹. رستم پناهی معاون سابق آموزش پرورش گرمی و دبیرٰ بازنشسته آموزش و پرورش، ریس فعلی مجتمع آموزشی ۱۰- علی پناهی و سلامت پناهی دبیر و مدیر مدارس ۱۱. توحید لطفی کارشناس حقوقی ۱۲. سعید تیموری مهندسی عمران ۱۳. حجت الاسلام مهدی سیفی روحانی و مبلغ و سفیر هدایت. ۱۴ آقای مقرب؛ کارشناس ارشد فنی ۱۵- عسکر تیموری کارشناسی ارشد شیلات از دانشگاه ملی ۱۶- غیاث لطفی شاعر اهل بیت ۱۷_محمد ناصری کارشناسی مهندسی مکانیک خودرو ۱۸_سجاد ناصری کارشناسی مهندسی مکانیک خودرو ۱۹_احمد ناصری دانشجو مهندسی الکترونیک ۲۰_مهندس محسن پناهی کارشناس مرکز تحقیقات کشاورزی و منابع طبیعی استان اردبیل ۲۱- استاد یوسف فتحی آموزگار و مؤلف.
۲۲- قاسم کاشفی، آموزگار و …

### اشتغال و درآمد روستا
شغل اهالی روستا دامداری و کشاورزی است. در حوزه دامداری اهالی بیشتر به نگهداری گاو و گوسفند می‌پردازند این حیوانات در چراگاه‌های طبیعی و زمین‌های ملکی تغذیه داده می‌شوند. نوع دیگر چراگاه اراضی مشاعی ده به نام آهای گول حماری، یال، دوزداخ، آشاقا مئشه و اوخاری مئشه و .. می‌باشد که در زبان محلی «ماشیت» می‌نامند. لیکن نام حقوقی آن مشاعی ده است یعنی زمینی که به صورت مشاع به همه روستاییان تعلق دارد. البته تعداد محدودی از روستاییان زنبور عسل پرورش می‌دهند که عسل حاصله طبیعی آن بی نطیر در منطقه می‌باشد. در بخش کشاورزی اهالی بیشتر گندم و جو می‌کارند. در قدیم زراعت بیشتر با گاوآهن صورت می‌گرفت اما با ایجاد راه‌ها به مزارع کشت با تراکتور صورت می‌گیرد.
باغداری هم در کنار کشاورزی به صورت محدود رواج دارد که درخت گردو از عمده محصولات باغدری است در سالهای اخیر کاشت درخت سیب، شلی، گیلاس مورد توجه قرار گرفته که «نادر باغی» از جمله آنهاست.

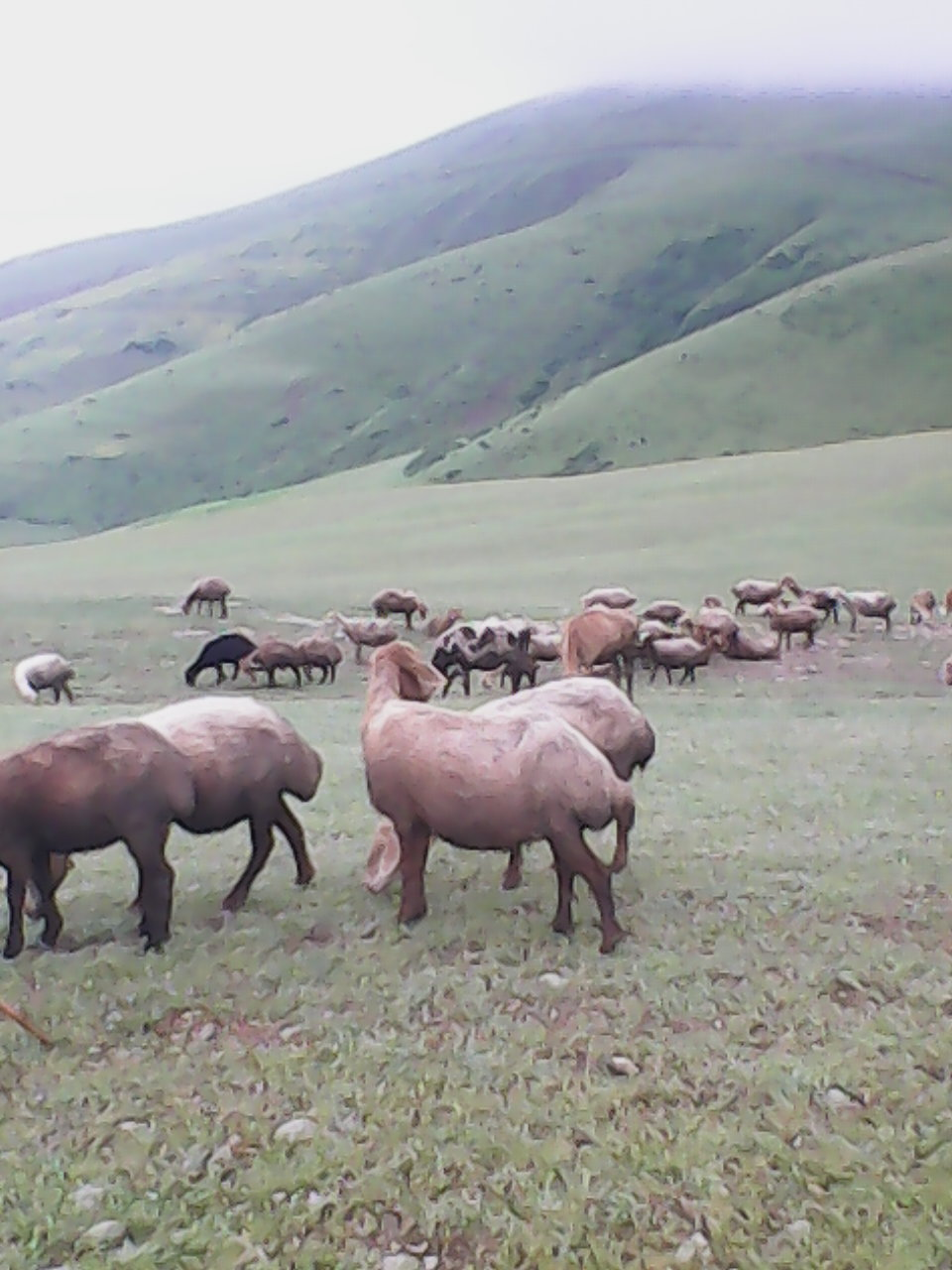
دامداری در قره یتاق

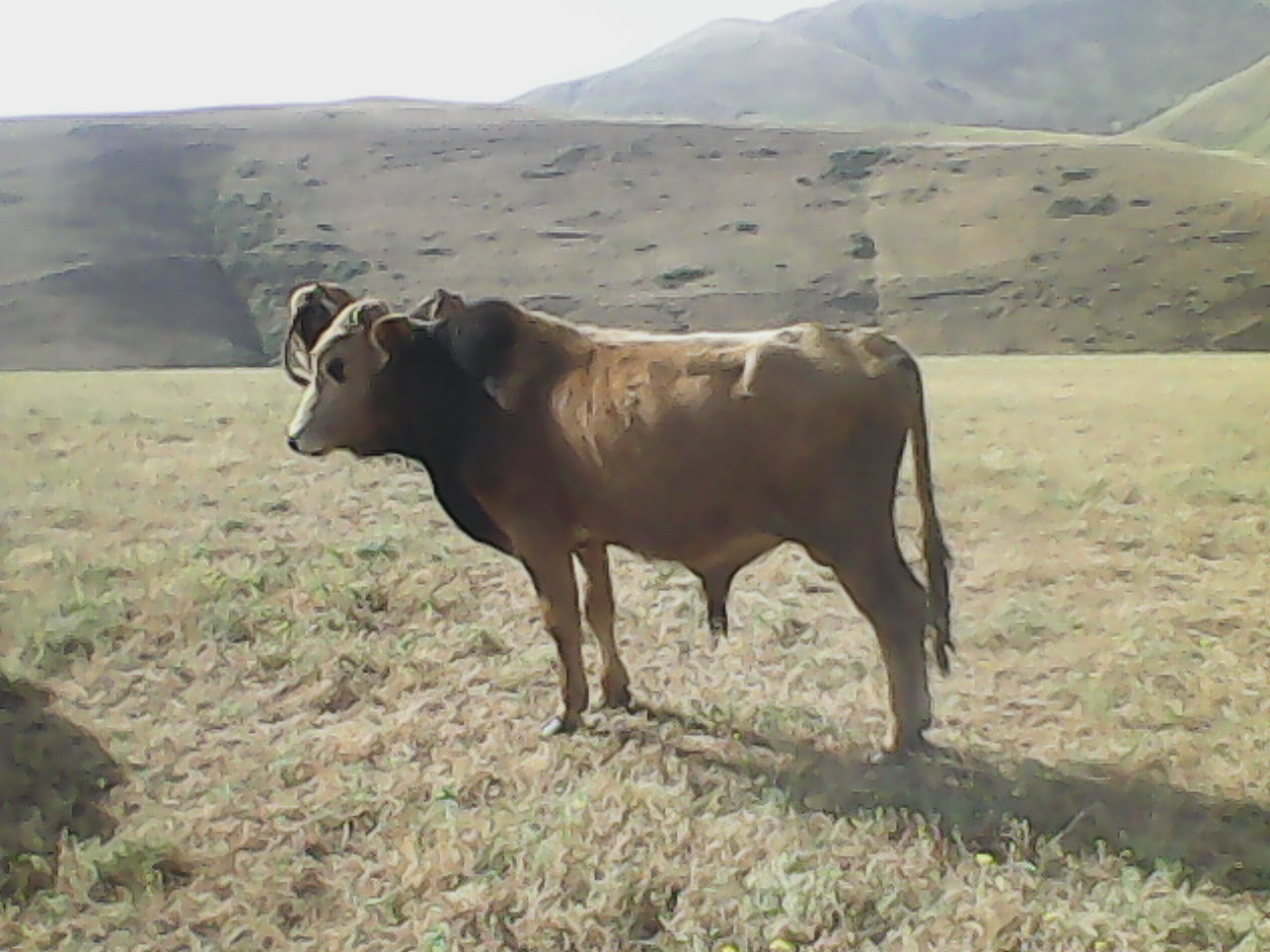
گاوه - روستای قره یتاق

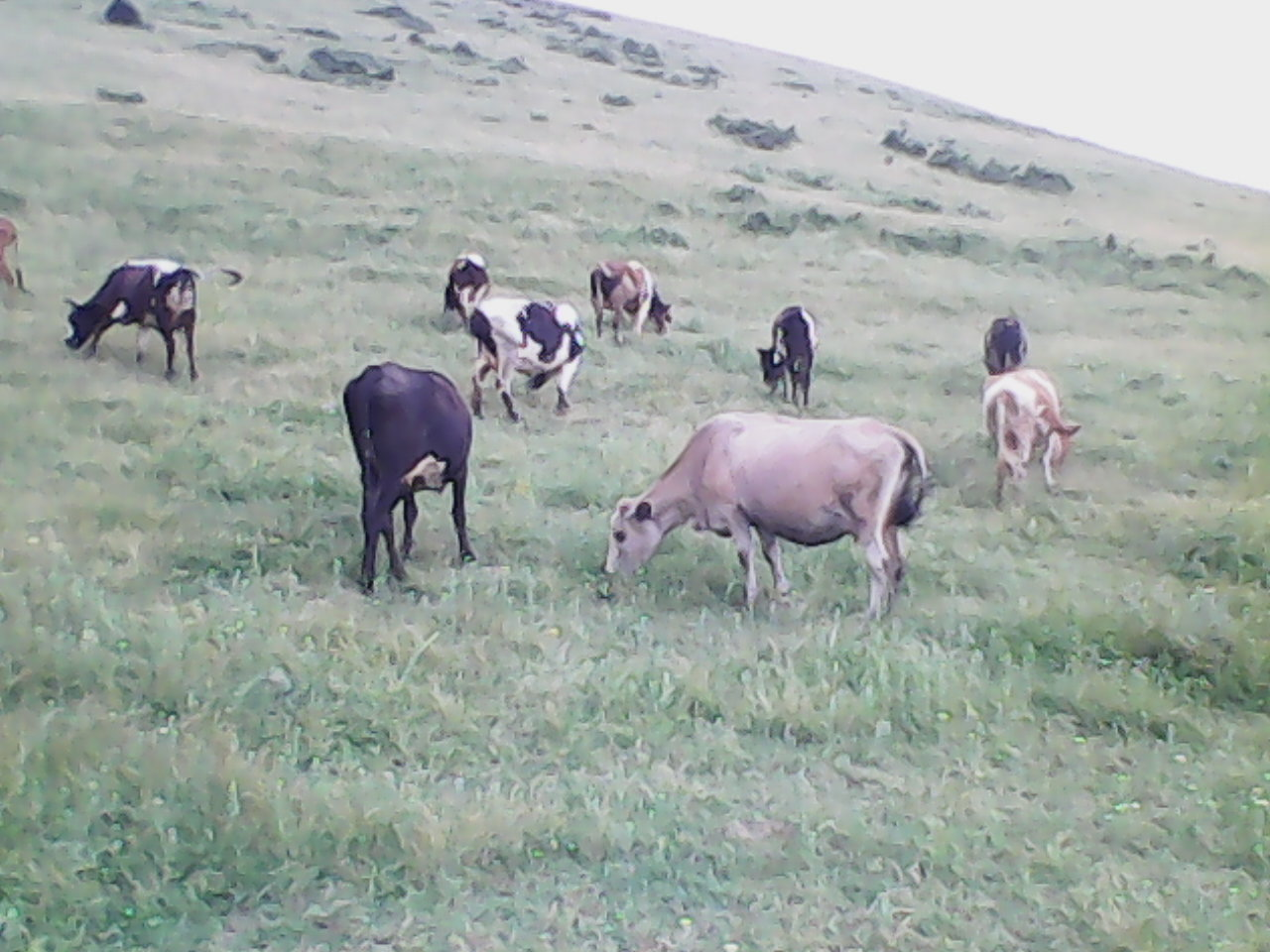
دامداری -روستای قره یتاق

## باغداری
در حیاط هرخانه ای درختان گردو و توت سر برافراشته‌اند و مردم به صورت تفننی به باغداری نیز مشغول اند

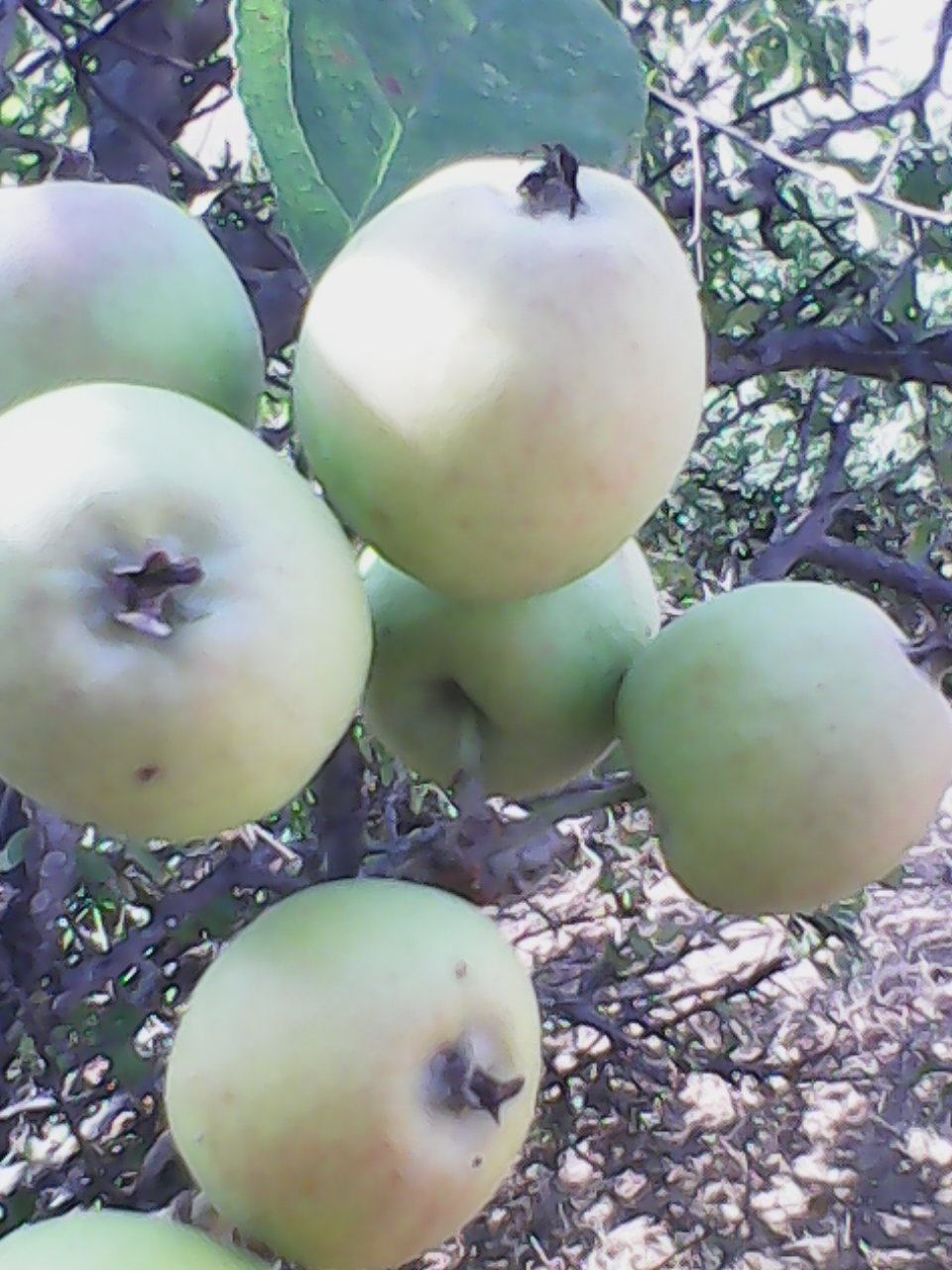
سیب وحشی در قره یتاق

## مناطق دیدنی
کوول یکی از جاهای دیدنی قره یتاق است که غار موجود در آن نشان از وجود زندگی از سالیان دور دارد. در ۱۰۰۰ متر پایین‌تر از سطح روستا واقع شده و آبشار زیبای آن حدود ۲۰ متر ارتفاع دارد. سنگهای آهکی زیبایی آن را دو چندان می‌کند. اطراف آن پوشیده از درخت‌های بید و بلوط بوده و کمی بالاتر از آن محل رویش تمشک‌های وحشی با طعم و رنگ عالی است که گردشگران زیادی را در فصل‌های بهار و تابستان به خود جلب می‌کند. آلوچه، آلوی وحشی، سیب وحشی و گوگم، گیلدیک (به زبان محلی) از جمله میوه‌های اطراف کوول می‌باشد. همچنین از گیاهان دارویی این منطقه می‌توان به آویشن (کهلیک اوتی)، نعناع، پونه (یارپوز) و پیاز کوهی را نام برد.
گول حماری
در ایام زمستان و پاییز و بهار در قسمت شمال شرقی روستا زمینی هموار وجود دارد؛ که از اب باران و زوب برف برکه زیبا در بلندای کو تشکیل می‌شود و منظره‌ای منحصر به فرد را ایجاد می‌کند. گول حماری از زمینهای مشاعی ده است که در ایام تابستان و بهار زمینی طبیعی برای بازی فوتبال به وجود می اورد.

## نگارخانه

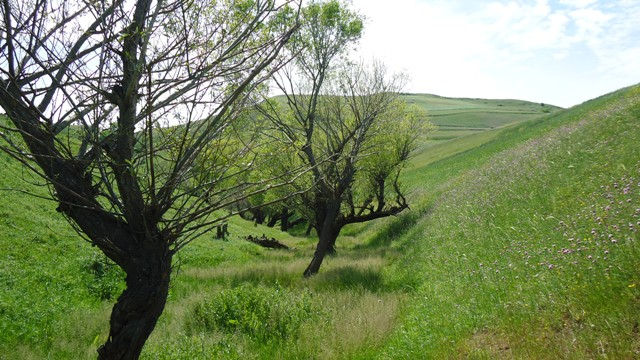
عمدی درسی چشمه‌ای پرآب

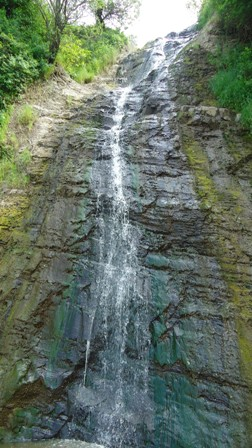
ابشار همیشگی کول باارتقاع زیاد

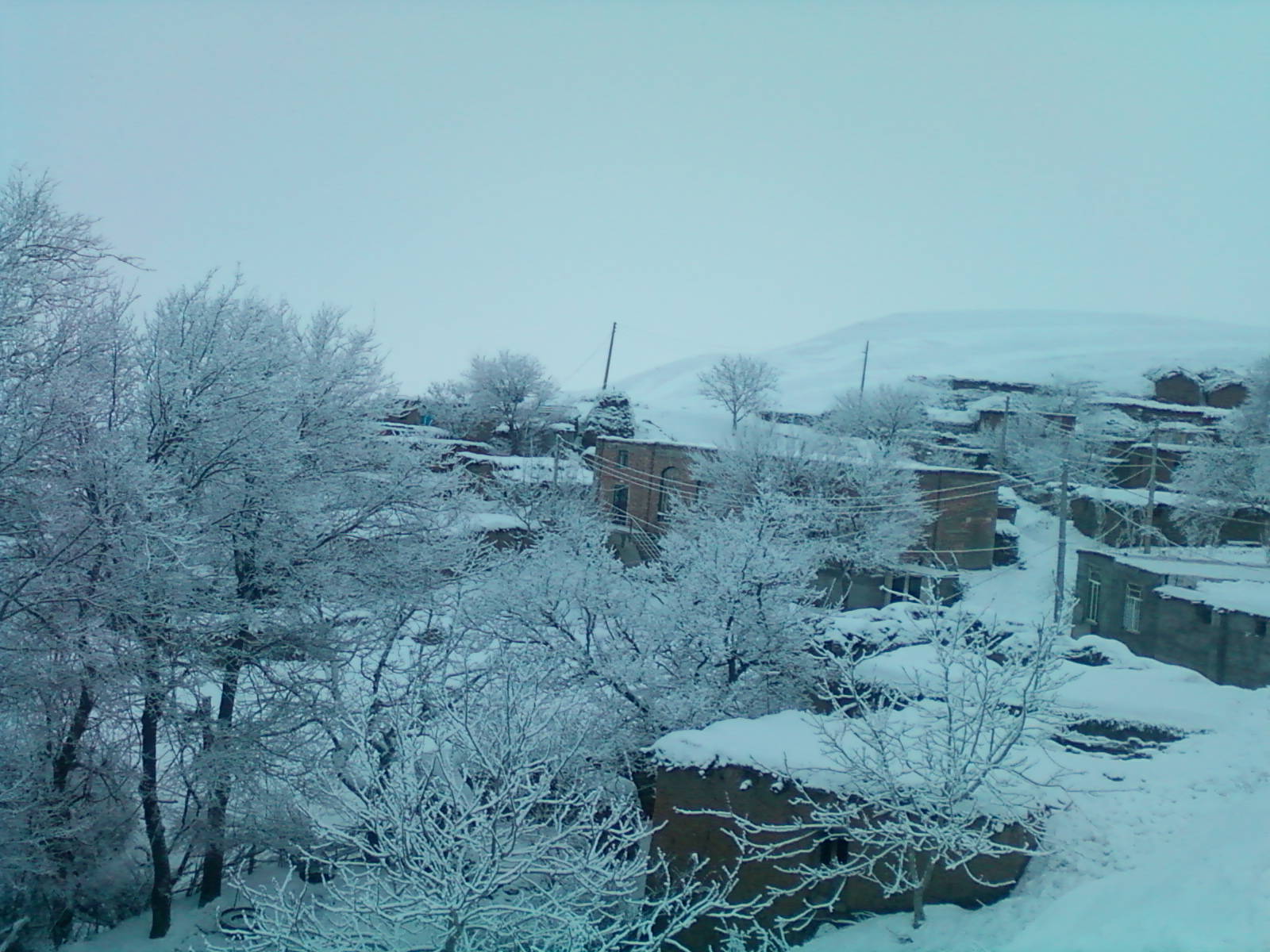
یکروز زمستانی درقره یتاق
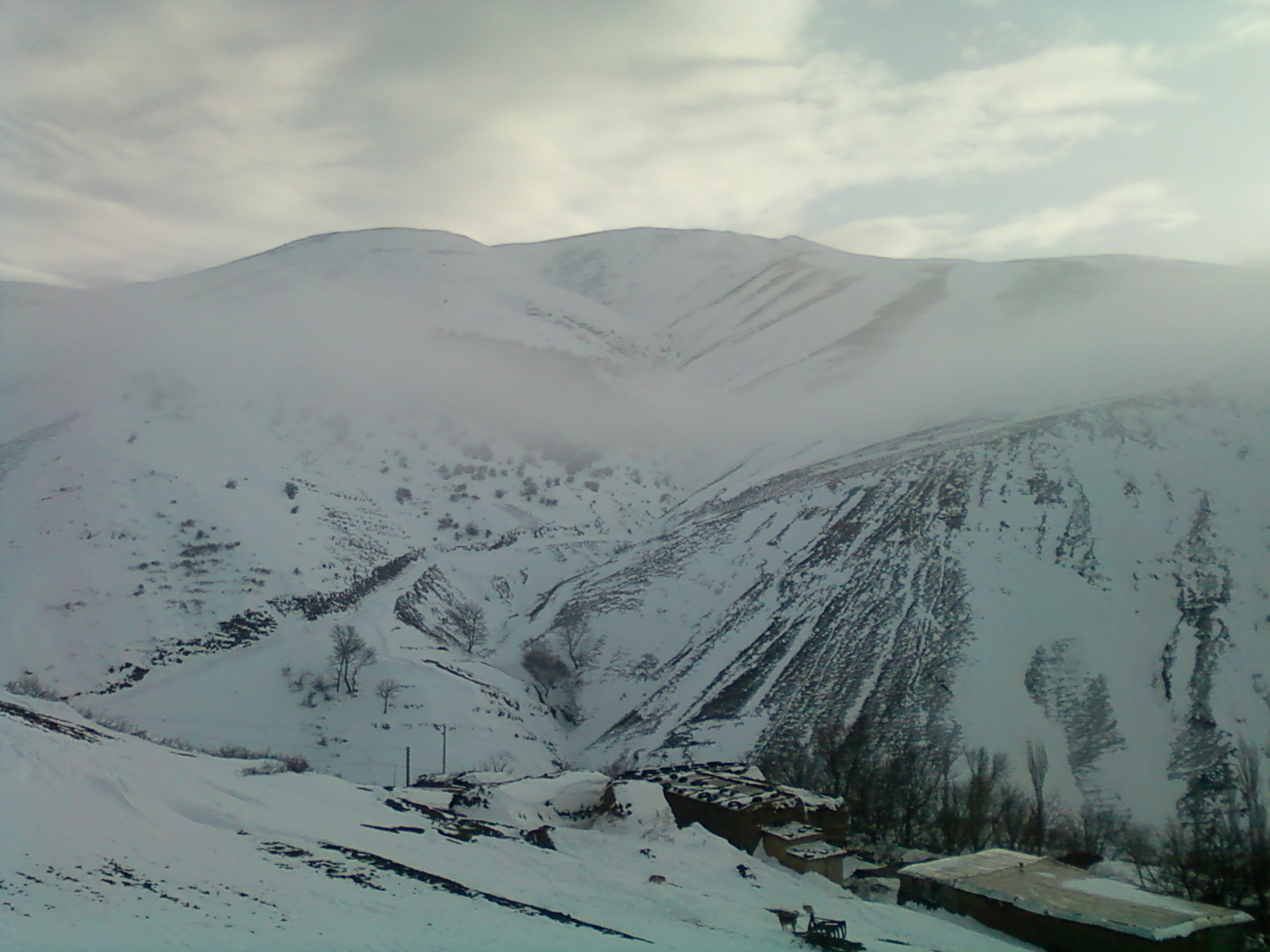
یک روز زمستانی
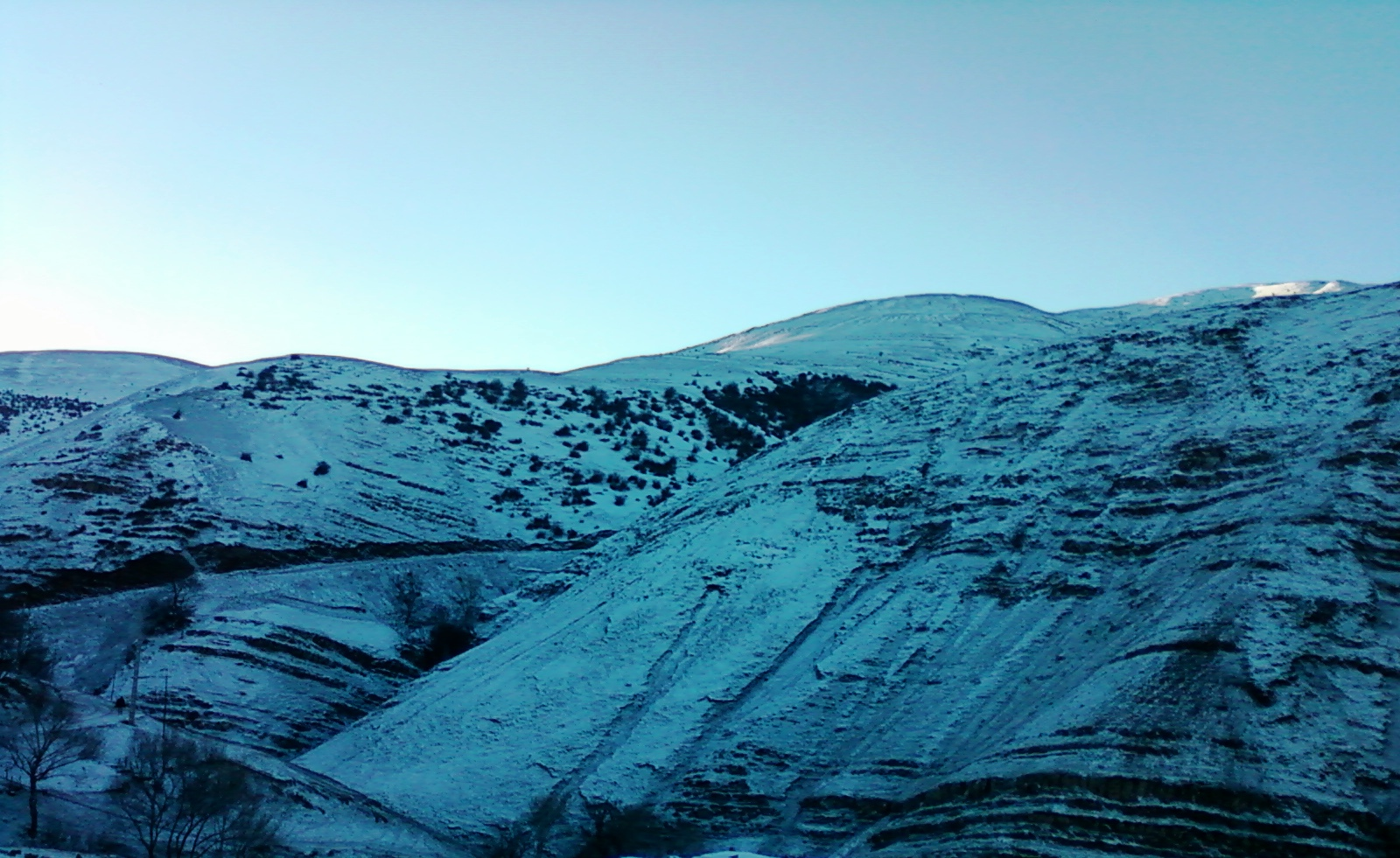
زمستان ۱۳۹۲
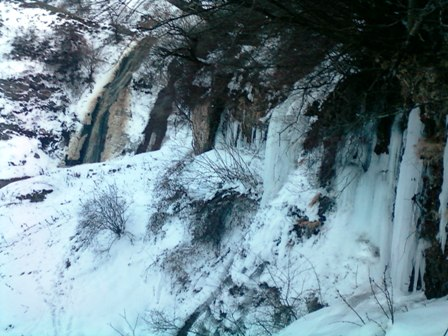
آبشار یخ زده کوول قره یتاق
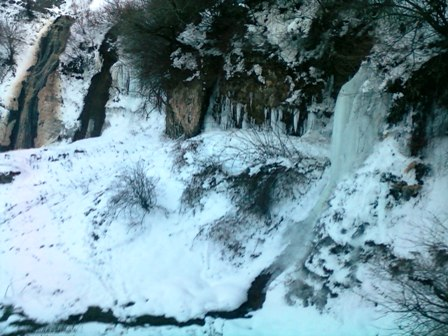
آبشار کوول از نگاهی دیگر
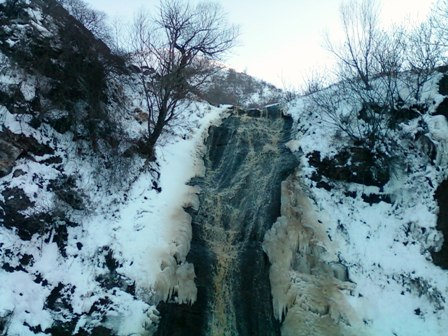
ابشار کوول
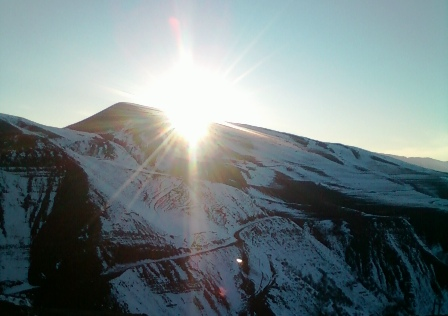
منظره کاروانی و آشاغا مشه به هنگام غروب قره یتاق
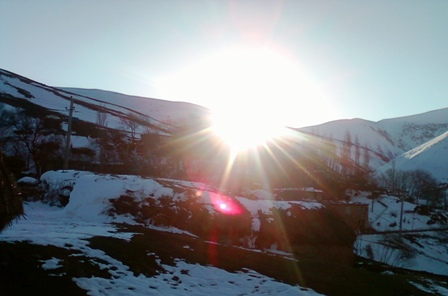
غروب روستای قره یتاق
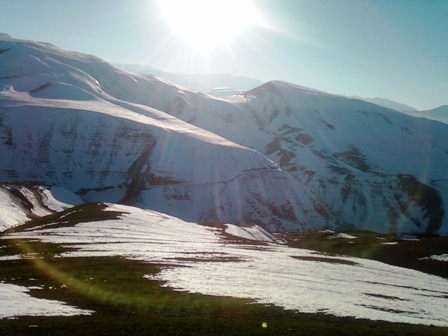
منطقه گوهستانی قره یتاق پوشیده از برف
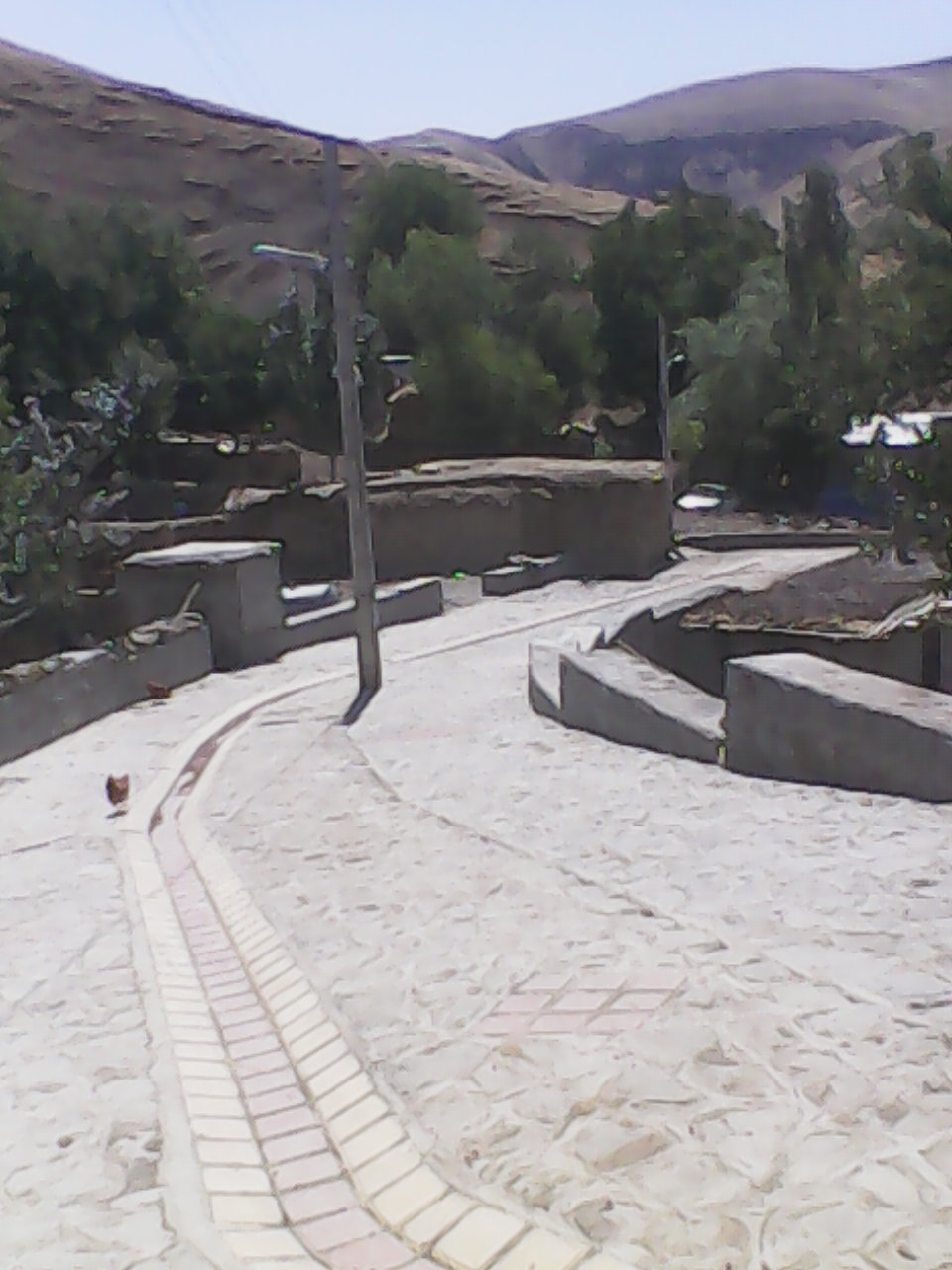
سنگ فرش شدن روستا ۱۳۹۴